# Luciano Rodríguez Rosales
Luciano Rodríguez Rosales (Montevideo, 16 luglio 2003) è un calciatore uruguaiano, attaccante del Bahia e della nazionale Under-20 uruguaiana. È il fratello gemello del calciatore Emiliano Rodríguez Rosales.

## Carriera

### Club
Cresciuto nel settore giovanile del Progreso, ha esordito in prima squadra il 17 gennaio 2021 giocando l'incontro di Primera División Profesional pareggiato 0-0 contro il Montevideo City Torque.
Dal gennaio 2023 si trasferisce al Liverpool di Montevideo,dove gioca due stagioni realizzando 17 goal e 6 assist in tutte le competizioni.
Il 26 luglio 2024 diventa ufficiale il suo trasferimento all'Esporte Clube Bahia per 11 milioni di euro.

### Nazionale
Nel gennaio del 2023, viene incluso da Marcelo Broli nella rosa della nazionale Under-20 uruguaiana partecipante al campionato sudamericano di categoria in Colombia, arrivando in finale e perdendo contro il Brasile.
L'8 maggio 2023 viene convocato per il Mondiale di categoria in Argentina.
Il 2 giugno 2023 viene convocato per la prima volta in nazionale maggiore, con cui esordisce il 26 marzo 2024 nell'amichevole persa 2-1 contro la Costa d'Avorio.

## Statistiche
Statistiche aggiornate al 24 gennaio 2024.

### Presenze e reti nei club
| Stagione        | Squadra         | Campionato      | Campionato | Campionato | Coppe nazionali | Coppe nazionali | Coppe nazionali | Coppe continentali | Coppe continentali | Coppe continentali | Altre coppe | Altre coppe | Altre coppe | Totale | Totale | Totale |
| Stagione        | Squadra         | Comp            | Pres       | Reti       | Comp            | Pres            | Reti            | Comp               | Pres               | Reti               | Comp        | Pres        | Reti        | Pres   | Reti   |        |
| --------------- | --------------- | --------------- | ---------- | ---------- | --------------- | --------------- | --------------- | ------------------ | ------------------ | ------------------ | ----------- | ----------- | ----------- | ------ | ------ | ------ |
| 2020            | Progreso        | PD              | 4          | 0          |                 | -               | -               |                    | -                  | -                  |             | -           | -           | 4      | 0      |        |
| 2021            | Progreso        | PD              | 24         | 2          |                 | -               | -               |                    | -                  | -                  |             | -           | -           | 24     | 2      |        |
| 2022            | Progreso        | SD              | 18+5       | 5          | CU              | 3               | -               |                    | -                  | -                  |             | -           | -           | 26     | 5      |        |
| Totale Progreso | Totale Progreso | Totale Progreso | 51         | 7          |                 | 3               | -               |                    | -                  | -                  |             | -           | -           | 54     | 7      |        |
| 2023            | Liverpool (M)   | PD              | 27+4       | 8          |                 | -               | -               | CL                 | 3                  | -                  |             | -           | -           | 34     | 8      |        |
| 2024            | Liverpool (M)   | PD              | -          | -          |                 | -               | -               |                    | -                  | -                  |             | -           | -           | -      | -      |        |
| Totale carriera | Totale carriera | Totale carriera | 82         | 15         |                 | 3               | -               |                    | 3                  | -                  |             | -           | -           | 88     | 15     |        |

## Palmarès

### Club

#### Competizioni nazionali
- Supercopa Uruguaya: 2

Liverpool Montevideo: 2023, 2024
- Campionato uruguaiano: 1

Liverpool Montevideo: 2023

### Nazionale
- Campionato mondiale Under-20: 1

Argentina 2023